# 常庄镇 (遂平县)
常庄乡，是中华人民共和国河南省驻马店市遂平县下辖的一个乡镇级行政单位。

## 行政区划
常庄乡下辖以下地区：
吴集村、蔡岗村、常庄村、大王台村、大王庄村、大兴村、杜赵村、胡赵庄村、蒋庄村、龙泉村、前王庄村、圈子王村、任庄村、三里朱村、边子张村和徐楼村。